# 1960年韓国地方選挙

1960年地方選挙の結果。
■=民主党、■=新民党、■=社会大衆党、■=無所属等。円グラフは市道議会における党派別当選者の比率

1960年韓国地方選挙（1960ねん かんこくちほうせんきょ）は、韓国における地方自治団体である市・邑・面（基礎自治体）とソウル特別市・道（広域自治体）の団体長と議員を選出するため1960年12月に行われた選挙である。

## 概要
1960年4月の4.19革命で自由党政権が崩壊し、その後行われた総選挙の結果発足した民主党政権の下、行われた地方選挙で、11月1日に第5次改正がなされた地方自治法に基づいて行われた。この選挙は、第2共和国発足後与党となった民主党と、張勉政権における閣僚配分を巡る争いから民主党を離党した旧派（解放直後に結成された保守政党である韓国民主党の系譜を受け継ぐグループ）が結成した新民党との対決が焦点となった。

## 基礎データ
選挙制度および選出人数の詳細は以下の通りである。
- 選挙制度　
  - ソウル市長と道知事を含めた全自治団体長を住民の直接選挙で選出
  - 選挙権を21歳から20歳に引き下げ
  - 特別市・道議員選挙は単記式投票、市・邑・面議会議員選挙は完全連記式
  - ソウル特別市長選挙については自書式投票を採用。
  - 被選挙権年齢は、ソウル市長・道知事は30歳以上、市・邑・面長は25歳以上
  - 不在者郵便投票制度の導入
- 選出人数
  - ソウル市議会及び道議会議員：487名
  - 市・邑・面議会議員：議会解散でまだ任期満了していない1市・2邑・9面と修復地区臨時行政措置法の適用を受けている3邑・45面、選挙延期で任期がずれた8面及び選挙延期中の3面を除いた地域で実施。
    - 市：25市420名
    - 邑：80邑1,056名
    - 面：1,343面15,376名

  - 市・邑・面長：1,518の市・邑・面の内、1,468箇所で実施
  - ソウル市長及び道知事選挙：ソウル特別市と9道で実施
- 選挙人数
  - ソウル市・道議会選挙：11,263,445名（不在者数：250,472名）
  - 市・邑・面議会選挙：
    - 市議会選挙：1,995,994名（不在者数：46,560名）
    - 邑議会選挙：989,574名（不在者数：27,901名）
    - 面議会選挙：7,128,216名（不在者数：233,385名）

  - 市・邑・面長選挙：
    - 市長選挙：2,035,429名（不在者数：42,561名）
    - 邑長選挙：1,021,388名（不在者数：27,617名）
    - 面長選挙：7,228,937名（不在者数：222,248名）

  - ソウル市長及び道知事選挙：11,343,336名（不在者数：271,461名）

## 選挙結果
選挙の結果、都市部では民主党と新民党が競り合い、農漁村地域では旧自由党系の無所属候補が善戦する結果となった。また、初めて地域住民の直接選挙で選ばれたソウル市長と道知事選挙は民主党が優勢となった。この選挙は基礎自治体と広域自治体全ての団体長と議員を住民が直接選挙で選出したという点で、韓国の地方自治に大きな意義をもたらした。しかし、選挙から一年も満たない1961年5月に軍事クーデター（5・16軍事クーデター）が発生し、直後に発令された布告で地方議会は解散され、団体長も国による任命制となったことで地方自治は停止されることとなった。そのため、韓国における本格的な地方自治の開始は1987年の民主化運動の結果、発足した第六共和国にまで持ち越された。

### ソウル特別市・道議会選挙
- 投票日：1960年12月12日
- 投票率：67.4％

| 党派       | 当選者数 | 得票率 |
| ---------- | -------- | ------ |
| 民主党     | 195      | 42.2   |
| 新民党     | 70       | 13.3   |
| 社会大衆党 | 2        | 0.3    |
| その他     | 4        | 0.6    |
| 無所属     | 216      | 43.3   |

出所：第4章第3節「歴代地方自治團體選擧結果分析」の別表2「政黨・團體別當選状況」、中央選擧管理委員會編『大韓民國選擧史』（中央選擧管理委員會）525頁。なお得票率は、尹景哲『分断後の韓国政治　1945～1986』（木鐸社）の214～216頁、“九 地方選挙”より。
| 市・道       | 議員 定数 | 候補 者数 | 党派別当選者数 | 党派別当選者数 | 党派別当選者数 | 党派別当選者数 | 党派別当選者数 | 党派別当選者数 | 備考                          |
| 市・道       | 議員 定数 | 候補 者数 | 民主党         | 新民党         | 社会 大衆党    | その他         | 無所属         | 当選者 合計    | 備考                          |
| ------------ | --------- | --------- | -------------- | -------------- | -------------- | -------------- | -------------- | -------------- | ----------------------------- |
| ソウル特別市 | 54        | 351       | 19             | 17             | 0              | 1              | 17             | 54             | その他の1議席は、韓国独立党。 |
| 京畿道       | 46        | 217       | 21             | 11             |                |                | 14             | 46             |                               |
| 忠清北道     | 26        | 94        | 9              | 3              |                |                | 14             | 26             |                               |
| 忠清南道     | 48        | 188       | 18             | 8              |                | 1              | 21             | 48             | その他の1議席は、在郷軍人会。 |
| 全羅北道     | 48        | 178       | 26             | 5              |                |                | 17             | 48             |                               |
| 全羅南道     | 66        | 241       | 18             | 19             |                | 1              | 28             | 66             | その他の1議席は、農民会。     |
| 慶尚北道     | 73        | 305       | 29             | 3              | 2              |                | 39             | 73             |                               |
| 慶尚南道     | 80        | 321       | 42             | 2              |                |                | 36             | 80             |                               |
| 江原道       | 28        | 102       | 10             | 1              |                | 1              | 16             | 28             | その他の1議席は、在郷軍人会。 |
| 済州道       | 18        | 57        | 3              | 1              |                |                | 14             | 18             |                               |
| 合計         | 487       | 2,054     | 195            | 70             | 2              | 4              | 216            | 487            |                               |

出所：第4章第3節「歴代地方自治團體選擧結果分析」の別表2「政黨・團體別當選状況」、中央選擧管理委員會編『大韓民國選擧史』（中央選擧管理委員會）525頁。

### 市・邑・面議会選挙
- 投票日：1960年12月15日
- 投票率
  - 市：67.45％
  - 邑：77.5％
  - 面：83.7％

|    | 民主党 | 新民党 | 社会 大衆党 | 無所属 | その他 |
| -- | ------ | ------ | ----------- | ------ | ------ |
| 市 | 129    | 45     |             | 238    | 8      |
| 邑 | 141    | 48     |             | 861    | 6      |
| 面 | 2,510  | 241    | 3           | 12,578 | 44     |

出所：第4章第3節「歴代地方自治團體選擧結果分析」別表2、7、12。中央選擧管理委員會編『大韓民國選擧史』（中央選擧管理委員會）528、531、533頁。

### 市・邑・面長選挙
- 投票日：1960年12月26日
- 投票率
  - 市長選挙：54.6％
  - 邑長選挙：72.7％
  - 面長選挙：81.6％

|      | 民主党 | 新民党 | 無所属 | その他 |
| ---- | ------ | ------ | ------ | ------ |
| 市長 | 12     | 5      | 9      |        |
| 邑長 | 23     | 3      | 56     |        |
| 面長 | 297    | 13     | 1,045  | 4      |

出所：第4章第3節「歴代地方自治團體選擧結果分析」別表2、7、12。中央選擧管理委員會編『大韓民國選擧史』（中央選擧管理委員會）537、540、542頁。

### ソウル市長・道知事選挙
- 投票日：1960年12月29日
- 投票率：38.8％
  - ソウル特別市：36.4％
  - 京畿道：32.8％
  - 忠清北道：44.5％
  - 忠清南道：39.8％
  - 全羅北道：42.7％
  - 全羅南道：44.2％
  - 慶尚北道：35.8％
  - 慶尚南道：33.2％
  - 江原道：47.8％
  - 済州道：62.2％

出典：表4　ソウル特別市長・道知事選挙投票状況、孫禎睦著『韓国地方制度・自治史研究（下）－美軍政期～1961.5．16－』（一志社）504頁
| 地域名                          | 当選者名 | 党派   | 得票率 |
| ------------------------------- | -------- | ------ | ------ |
| ソウル特別市                    | 金相敦   | 民主党 | 19.5   |
| 京畿道                          | 申光均   | 民主党 | 8.4    |
| 忠清北道                        | 趙大衍   | 民主党 | 10.3   |
| 忠清南道                        | 李琦世   | 新民党 | 19.9   |
| 全羅北道                        | 金相述   | 民主党 | 21.2   |
| 全羅南道                        | 閔泳南   | 新民党 | 16.8   |
| 慶尚北道                        | 李浩根   | 民主党 | 18.9   |
| 慶尚南道                        | 李基周   | 新民党 | 11.2   |
| 江原道                          | 朴永禄   | 民主党 | 12.4   |
| 済州道                          | 康性益   | 無所属 | 16.4   |
| 民主党6名、新民党3名、無所属1名 |          |        |        |

出典：東亜日報1960年12月30日付1面 (PDF) 。東亜日報1961年1月3日付1面 (PDF) 。得票率は、＜表7＞地方長官當選者人的事項、孫禎睦著『韓国地方制度・自治史研究（下）－美軍政期～1961.5．16－』（一志社）514頁。